# Lucile Quarry Mann
Pour les articles homonymes, voir Quarry et Mann.
Lucile Quarry Mann, née le 11 janvier 1897 et morte le 27 novembre 1986, est une écrivaine, éditrice et exploratrice américaine qui travaille pour le Parc zoologique national de la Smithsonian Institution à Washington. Elle voyage autour du monde, élève de jeunes animaux dans sa maison, écrit plusieurs livres et travaille à la promotion du Smithsonian et du Zoo. Elle est ainsi rédactrice pour le Parc zoologique national pendant quinze ans.

## Biographie
Lucile Quarry est née à Ann Arbor, dans le Michigan. En 1919, elle obtient un Bachelor of Arts d'anglais à l'université du Michigan, où elle collabore à la revue littéraire étudiante The Inlander.
Elle commence sa carrière pendant la Première Guerre mondiale, en traduisant des journaux et des communiqués italiens pour le département de la Guerre. À la fin de la guerre, en novembre 1919, elle accepte un poste de rédactrice adjointe au Bureau d'entomologie du département de l'Agriculture (USDA). Elle quitte Washington en 1922 et s'installe à New York, où elle devient rédactrice en chef adjointe du Woman's Home Companion. En 1926, Lucy Quarry épouse William M. Mann (en), entomologiste et directeur du Parc zoologique national de la Smithsonian Institution, et retourne à Washington, D.C.,.
Elle assiste son mari en s'occupant des animaux dans leur maison, en recevant des invités et en l'aidant dans son travail administratif. Après avoir écrit un article sur les poissons tropicaux paru dans The Woman's Home Companion, Mann est invitée à écrire un livre. Le projet qui en résulte s'intitule Tropical Fish: A Practical Guide for Beginners (« Poissons tropicaux : un guide pratique pour les débutants »). L'expérience de Lucile Mann au zoo lui inspire également un deuxième livre, intitulé Friendly Animals : A Book of Unusual Pets.

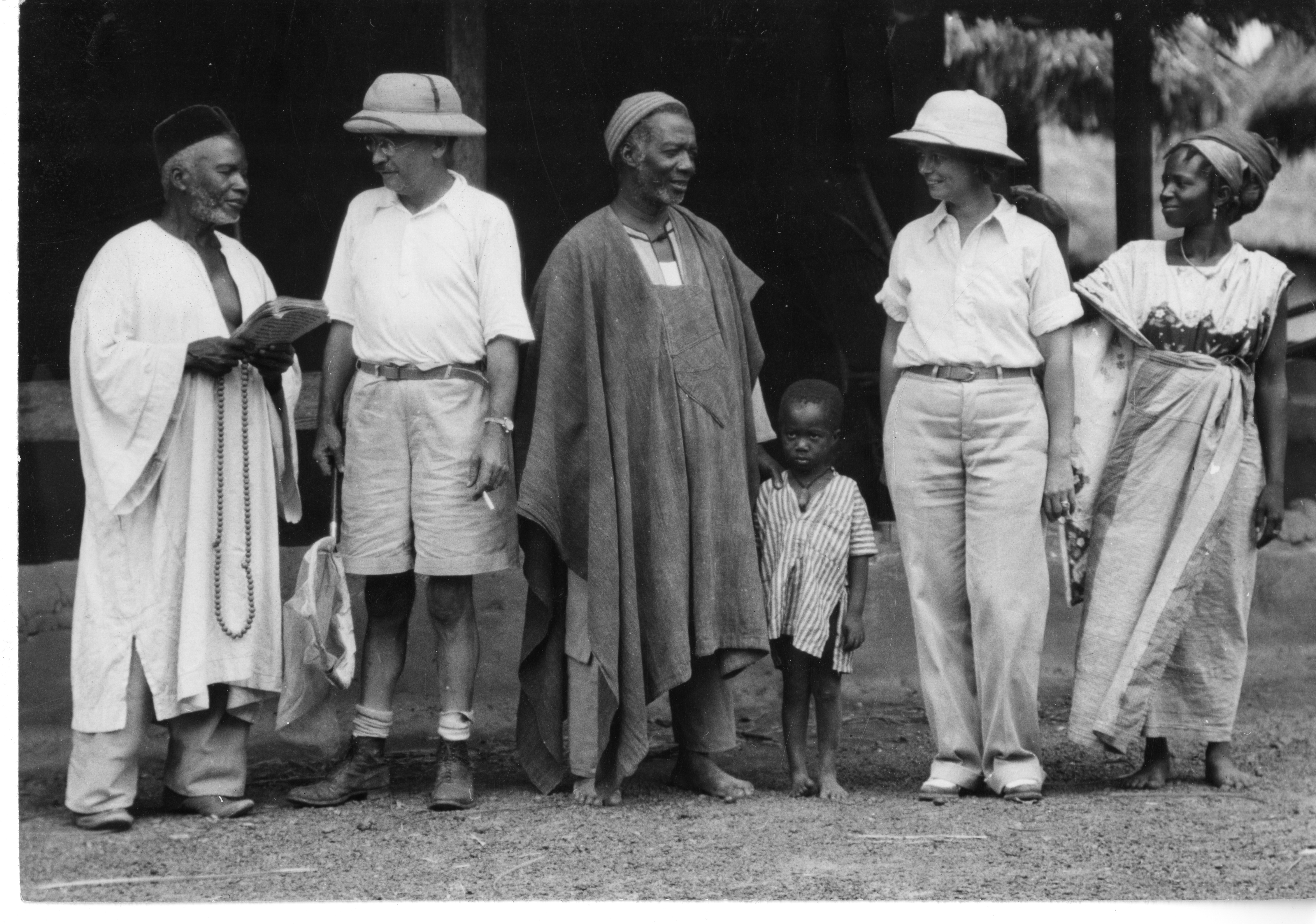
William et Lucy Mann en compagnie de Golas, au Liberia en 1940.

Elle accompagne son époux lors de voyages d'étude dans d'autres zoos et des expéditions sur le terrain dans le monde entier, notamment en Argentine, en Guyane britannique, au Liberia et dans les Indes orientales. Lors d'un voyage en Indonésie, ils ramenèrent 900 animaux à Washington, D.C.. Lucile Mann prend des notes détaillées sur chacun de ses voyages. Sa troisième publication, From Jungle to Zoo: Adventures of a Naturalist's Wife (« De la jungle au zoo : les aventures d'une femme de naturaliste »), s'inspire de ses carnets de voyage. Elle coécrit également plusieurs conférences et articles scientifiques avec William Mann au cours de leurs voyages.
En 1951, elle commence à travailler dans les bureaux administratifs du zoo national. Lorsque William Mann prend sa retraite en 1956, elle continue à travailler au zoo sous la direction du Dr Theodore Reed (en). De 1956 à sa retraite en 1971, elle est rédactrice en chef du zoo, responsable de la rédaction du rapport annuel et d'autres publications pour le parc zoologique.
De 1932 à sa mort en 1986, elle est membre de la Society of Woman Geographers. Elle meurt le 27 novembre 1926 d'une pneumonie au Suburban Hospital (en) de Bethesda et est enterrée au Saint Thomas Catholic Cemetery à Ann Arbor.

## Œuvres
- (en-US) From Jungle to Zoo: Adventures of a Naturalist's Wife, Dodd, Mead, and Company, 1934
- (en-US) Tropical Fish: A Practical Guide for Beginners., Leisure League of America, 1934
- (en-US) Friendly Animals: A Book of Unusual Pets, Leisure League of America, 1935